# Жуль Франсуа Еміль Крантц
Жуль Франсуа Еміль Кранц (фр. Jules François Émile Krantz; 29 грудня 1821, Жіве — 25 лютого 1914, поблизу Тулона) — французький морський офіцер і політик. У в'єтнамських королівських записах він згадувався як Ка Ранг (哥𪘵).

## Життєпис
Він покинув військово-морську школу в 1837 році, спочатку служив біля західного африканського узбережжя, а потім у Середземному морі та Бразилії. Був професором навігації на борту «Borda» (1852). Під час Кримської війни командував кораблем «Ténare», брав участь в облозі Севастополя та Кінбурнської коси. Потім його відправили до В'єтнаму (1858–59) та Китаю та Японії (1862–64, де він брав участь у бомбардуванні Пейхо). Згодом він був командиром навчального корабля артилерійської школи «Louis XIV» у Шербурі (1869).
У 1873 році він командував військово-морською дивізією в Китайському морі та став військовим губернатором Кохінхіни з 16 березня по 30 листопада 1874 року. Брав участь у Французько-прусській війні, командуючи морською піхотою у форті д'Іврі. У 1877 році його було підвищено до віце-адмірала, а згодом він став морським префектом Тулона в жовтні 1879 року. Пізніше він став начальником штабу, обійнявши посаду міністра військово-морського флоту та колоній з 5 січня 1888 року по 22 лютого 1889 року, а потім міністра військово-морського флоту з березня по листопад 1889 року.
Він був двоюрідним братом Каміля Кранца.

## Публікації
- Елементи теорії корабля, Тулон, 1859.
- Міркування про перекочування будівель, 1867 рік.